# Jornal do Commercio (Río de Janeiro)
El Jornal do Commercio fue un periódico brasileño con sede en el estado de Río de Janeiro. Hasta su cierre, fue el periódico más antiguo en circulación en América Latina.

## Historia
Tuvo origen en el Diario Mercantil, creado en 1824 por la empresa Francisco Manuel Ferreira & Cia. y enfocado a información económica. Adquirido por Pierre Plancher por R$ 1:000$000, cambió su nombre al de "Jornal do Commercio" el 31 de agosto de 1827.
Durante la monarquía, Don Pedro II tenía una columna en el periódico, y en el período que va de 1890 a 1915, bajo la dirección de José Carlos Rodrigues, el periódico contó con la colaboración de nombres como Ruy Barbosa, el vizconde de Taunay, Alcindo Guanabara, Araripe Júnior, Afonso Celso, entre otros. Era entonces editorialista del diario el periodista José Maria de Silva Paranhos Júnior, Barón del Río Branco.
En 1959 fue adquirido por Assis Chateaubriand y pasó a formar parte de la cadena Diarios Asociados. En 2005 se expandió, inaugurando sucursales en São Paulo, Brasilia y Belo Horizonte, donde pasó a ser comercializado en bancos, compitiendo directamente con otros importantes periódicos económicos brasileños como Valor Económico y Gazeta Mercantil. Con la llegada de la era digital, creó un portal de noticias en la red mundial.
El 29 de abril de 2016, salió a la calle su última edición, concluyendo sus actividades tanto como periódico impreso como portal en internet.